# Leonora Okine
Leonora Okine es una actriz, filántropa y estratega empresarial ghanesa.

## Biografía
Okine nació en Acra, Ghana, el 11 de julio de 1981. Estudió Ciencias Biológicas en la Universidad de Ghana, Legon, y luego en Accra Business School. En 2007, continuó estudiando Gestión de Proyectos y Operaciones en el Instituto de Gestión y Administración Pública de Ghana.

## Carrera de actuación
Debutó como actriz con una aparición especial en la serie ghanesa, Different Shades of Blue (2007). En 2012 reemplazó a Matilda Obaseki en la serie de televisión nigeriana, Tinsel, como Angela Dede. Interpretó a "Malaika" en siete episodios de la serie dramática de MTV, Shuga. Ha protagonizado películas como Marrying the Game, Kpians: The Feast of Souls, Love and War, In Line, Beautiful Monster y Desperation.

## Filmografía

### Películas
- Enemy of My Soul (2008)
- Beautiful Monster (2010)
- Insurgents (2011)
- Blood and Chocolate (2012)[17]
- Love and War (2013)
- Kpians: The Feast of Souls (2014)
- In Line (2017)[18]
- Wide Awake (2019)

### Televisión
- Different Shades of Blue (2007)
- Secrets (2009)
- Desperation (2009)
- Happy Family (2011)
- Tinsel (2012)
- 5 Brides (2012)
- Echoes (2012)
- PEEP (2012)
- MTV Shuga  (2013)
- Married To The Game (2014)

## Reconocimientos
Ganó el premio Golden Movie Award Africa 2015 en la categoría Mejor actriz en una serie de televisión.